# دائرة الجمارك الفيدرالية (ألمانيا)

شعار Bundeszollverwaltung

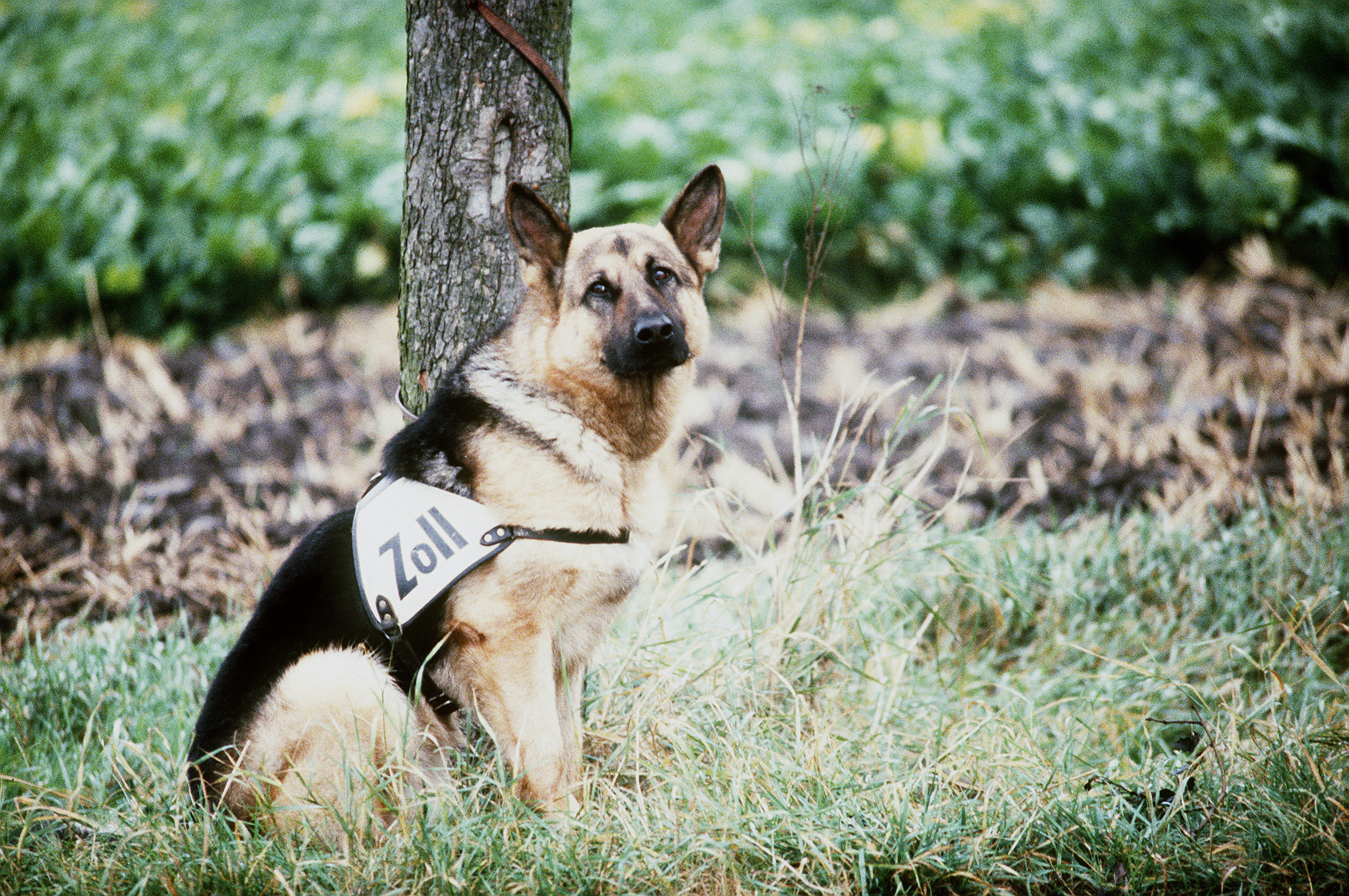
كلب جمارك ألماني غربي (Zollhund) على الحدود الألمانية الداخلية عام 1984

Bundeszollverwaltung ( دائرة الجمارك الفيدرالية ) هي وحدة إدارية تنفيذية ومالية ألمانية تابعة للحكومة الفيدرالية وجزء من وزارة المالية الفيدرالية. تأسست في عام 1949 في ألمانيا الغربية. الغرض من دائرة الجمارك هو إدارة الضرائب الفيدرالية وتنفيذ طلبات السداد نيابة عن الحكومة الفيدرالية والشركات القانونية الفيدرالية ومراقبة تحركات البضائع عبر الحدود فيما يتعلق بالامتثال للحظر والقيود ومنع العمل غير المشروع.

## مهمة
دائرة الجمارك، كجزء من Finanzverwaltung (الإدارة المالية)، وتشرف على تدفق الإيرادات من الاتحادية التجارة الرسوم الجمركية والضرائب (المكوس taxes- Branntwein الضرائب والضرائب والكهرباء، والضرائب المفروضة على التبغ والضرائب والطاقة، وغيرها، بما في ذلك ضريبة البيرة والإيرادات التي تذهب منها إلى الولايات الألمانية)، وكذلك إيرادات الاتحاد الأوروبي (75٪ من إجمالي دخل التعريفة تذهب إلى الاتحاد الأوروبي، يتم الاحتفاظ بنسبة 25٪ لتغطية النفقات ويذهب إلى الحكومة الفيدرالية).
دائرة الجمارك مسؤولة عن مراقبة استيراد البضائع وعبورها وتصديرها وترصد الامتثال لاتفاقية الاتجار الدولي بأنواع الحيوانات والنباتات البرية المعرضة للانقراض (CITES). وتشمل واجباتها الأساسية منع استيراد أو تصدير الأسلحة والمخدرات والمواد الخطرة الأخرى بشكل غير قانوني، وكذلك المواد المحظورة الأخرى.

### وكالة إنفاذ

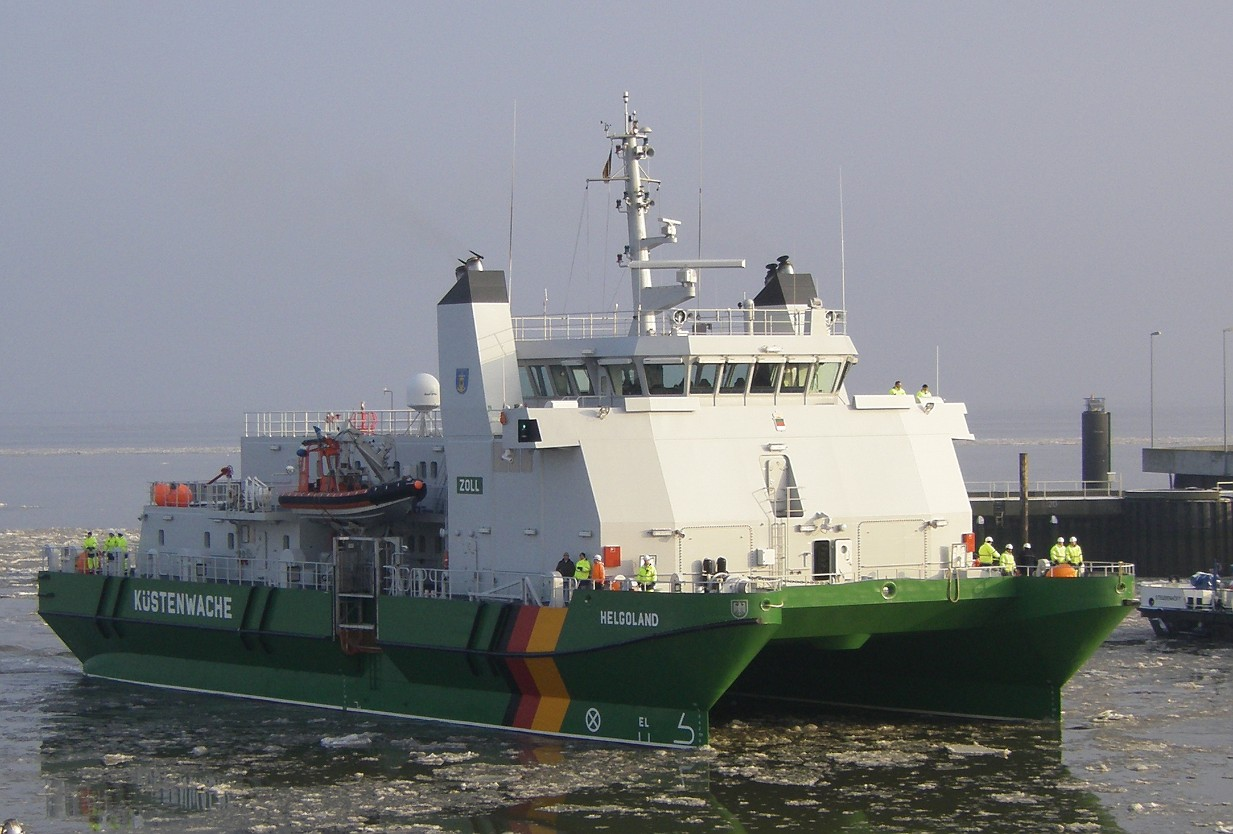
دورية سفينة (Zollkreuzer) هيلغولاند (أ سواتش -Vessel)

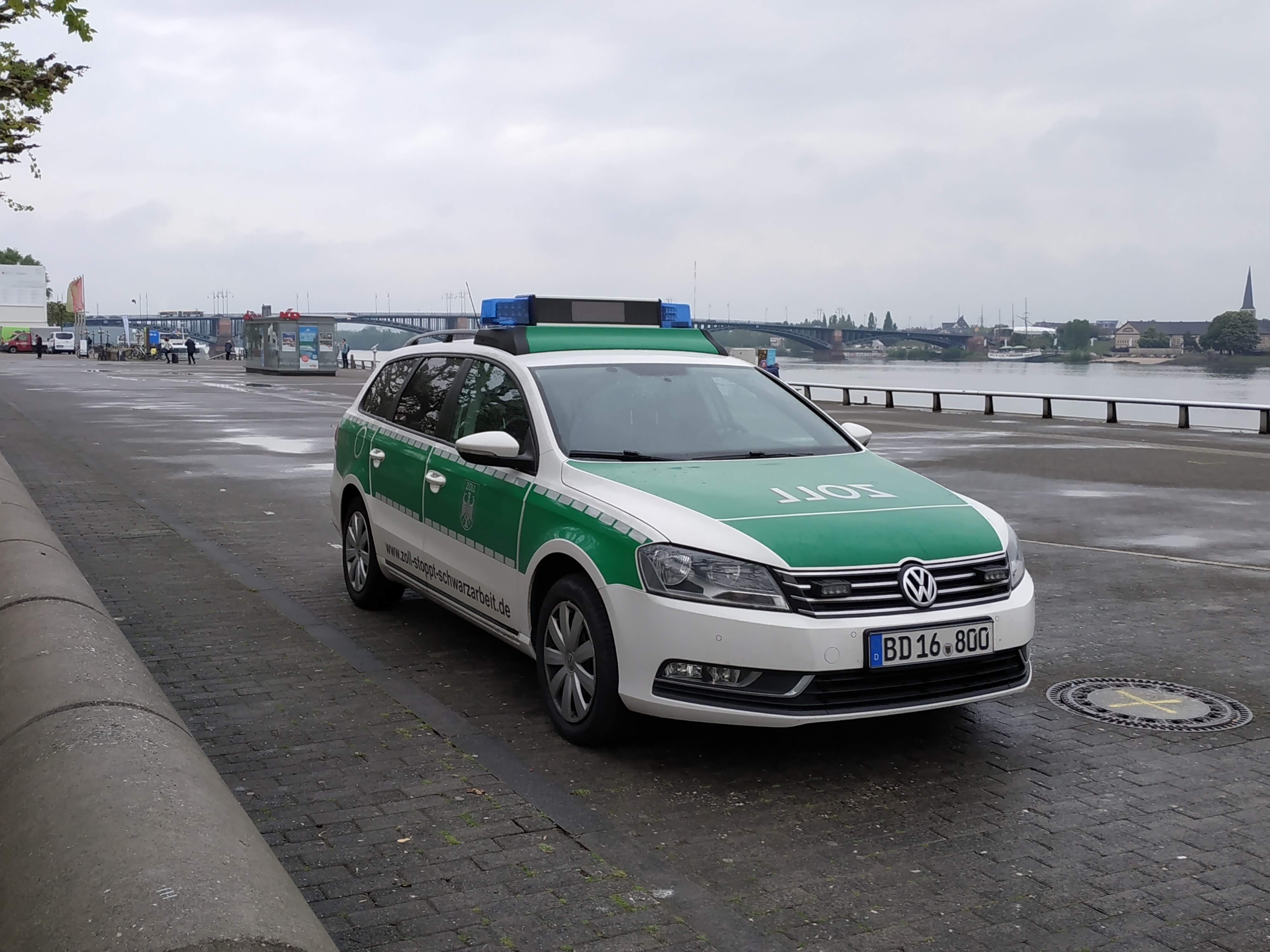
سيارة لدائرة الجمارك الفيدرالية في ألمانيا

تشمل واجبات إنفاذ مصلحة الجمارك مراقبة حركة البضائع داخل الاتحاد الأوروبي وخارجه فيما يتعلق بقانون الجمارك وعمل شرطة الحدود وأعمال الشرطة العامة في حركة المرور على الطرق وحماية الجرف القاري الألماني في بحر الشمال وبحر البلطيق (بتعبير أدق مراقبة حقوق التعدين والاستكشاف تحت الماء) فضلاً عن مكافحة العمل غير المشروع وغسيل الأموال. تشكل مصلحة الجمارك البحرية مع الوكالات الأخرى خفر السواحل الفيدرالي الألماني . تتعاون عناصر إنفاذ مصلحة الجمارك في العديد من المناطق بقوة مع قوات شرطة الولايات الألمانية والشرطة الاتحادية. هم وكالات إنفاذ القانون وتستخدم أيضا لمكافحة الإرهاب.

### وكالة التنفيذ
تنفذ مصلحة الجمارك الفيدرالية طلبات السداد من قبل الحكومة الفيدرالية والأشخاص الاعتباريين الاتحاديين بموجب القانون العام، على سبيل المثال، Bundesagentur für Arbeit (وكالة التوظيف الحكومية). يحق لموظفي الخدمة المدنية المعنية، مثلهم مثل المحضرين، حجز الأشياء والعقارات والتخلص منها.

### البيع بالمزاد
تتم المزادات بانتظام في مكاتب دائرة الجمارك المسؤولة عن فئة معينة من الأشياء. يتم بيع المواد بالمزاد العلني والتي تم حجزها أو تم تخصيصها للتخلص منها بواسطة الوكالات. بصرف النظر عن دائرة الجمارك، تستخدم الوكالات والإدارات الأخرى هذه الخدمة أيضًا لبيع المواد المعروضة بالمزاد العلني. يتم استبعاد بعض الكائنات من هذه المزادات، وهي السلع المحتجزة مثل:
- الحيوانات والنباتات: إذا تم تصنيفها على أنها مهددة بالانقراض، فإنها تقع تحت حماية السايتس. قد تترك الحيوانات والنباتات الميتة للمؤسسات العامة لأغراض تعليمية عند الطلب (مثل المدارس والمتاحف والجامعات)؛ يتم نقل الكائنات الحية إلى مؤسسات علم الحيوان أو النبات.[3]
- لا يمكن طرح السجائر وغيرها من منتجات التبغ في الأسواق إلا إذا كانت تمتثل لأحكام قانون الضرائب على التبغ.
- المخدرات (المخدرات)
- الأسلحة: إذا كانت هذه من النوع الذي يمكن بيعها قانونًا لأولئك الذين يحملون تصاريح (ولم يتم تصنيفهم كأسلحة عسكرية)، فسيتم التخلص منها مباشرةً من خلال مكتب المشتريات التابع لدائرة الجمارك في أوفنباخ أم مين.

## روابط خارجية
- الموقع الرسمي